# Willem-Lodewijk van Tillet

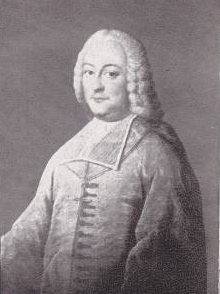
Bisschop Willem-Lodewijk van Tillet, Willem X van Orange

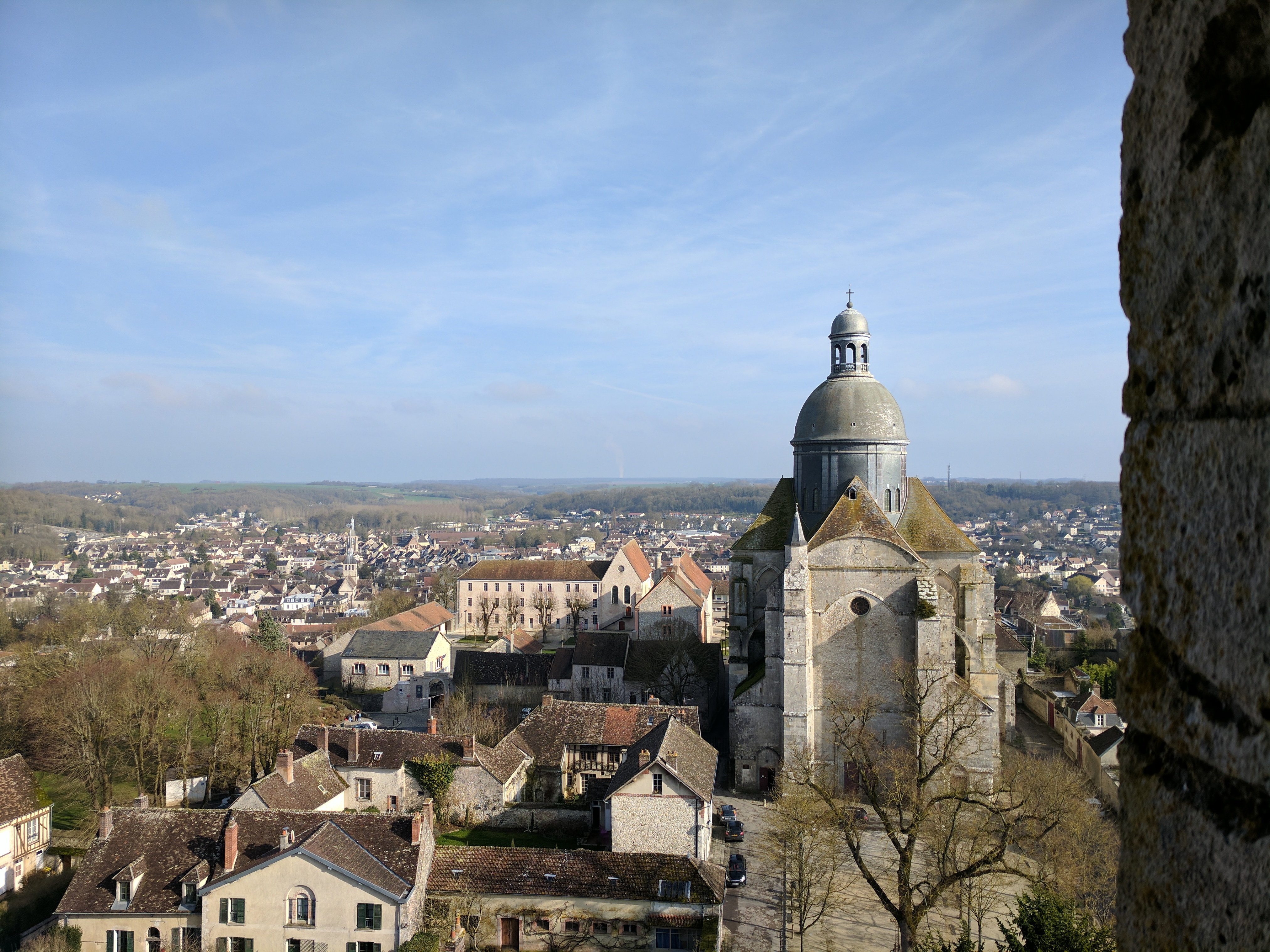
Saint Quiriace kerk in Provins

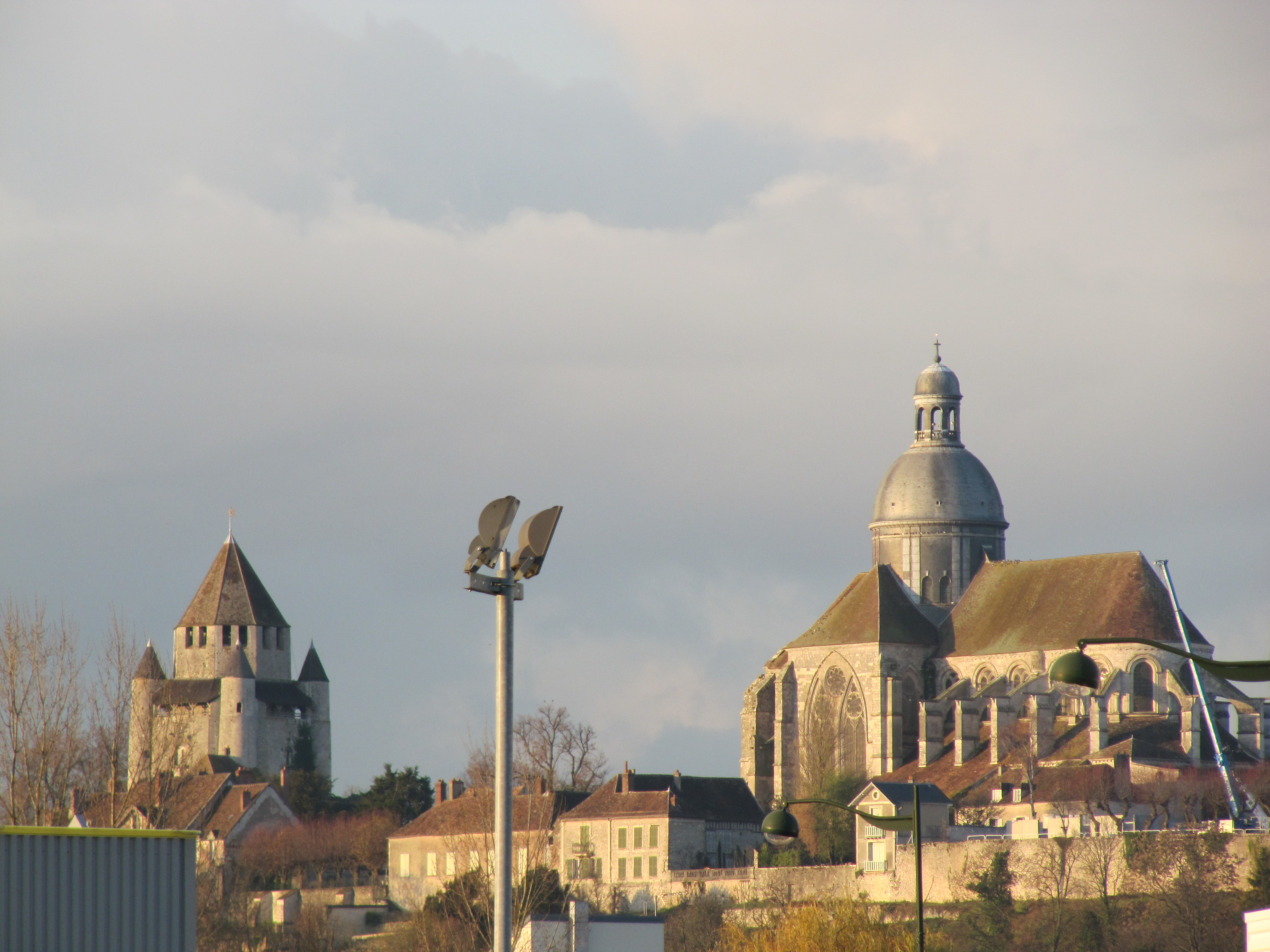
Links: toren die als gevangenis diende tijdens de Franse Revolutie.

Willem-Lodewijk van Tillet (Soisy-Bouy, 21 januari 1729 – Blunay-les-Melz-sur-Seine, 22 december 1794) was parlementslid voor het prinsdom Orange ten tijde van de Franse Revolutie. Hij was de laatste bisschop van Orange (1774-1794), bekend als Willem X van Orange.

## Levensloop
Tillet werd geboren op het kasteel van Monramé (ook Montramey geschreven) in het graafschap Champagne. Vandaag ligt Monramé in de gemeente Soisy-Bouy, in de Ile-de-France. Dit kasteel lag dicht bij het stadje Provins, waar zijn familie talrijke magistraten had geleverd. Hij volgde middelbaar onderwijs in Provins en theologie in Parijs, aan het seminarie van Saint-Magloire bij de Oratorianen. Na de priesterwijding werd hij snel deken van het kapittel van de kerk Saint-Quiriace in Provins.
In 1774, 44 jaar oud, werd hij tot bisschop van Orange gewijd. De bisschopswijding gebeurde in het bisdom Châlons, waartoe Provins behoorde. Koning Lodewijk XVI had de bisschopswijding goed gekeurd en Tillet bewaarde zijn verdere leven een waardering voor Lodewijk XVI. De stad Provins vierde de bisschopswijding, samen met de adellijke familie Tillet, goed bekend in de stad. 
In 1775 riep Tillet, bisschop Willem X van Orange, de clerus van het bisdom samen. Hij regelde er de financiering van het bisdom, zowel intern als met de koning. Het bestuur van Tillet was gekenmerkt door aalmoezen voor de armen, maar ook door vele aarzelingen en uitstel. Van maart 1789 tot oktober 1789, ten tijde van de Franse Revolutie, zetelde hij als parlementslid in de Constituante in Parijs; hij vertegenwoordigde er de clerus van het prinsdom Orange. Hij vond de functie te belastend en gaf snel ontslag. Hij vond bovendien de toestand in Orange te onzeker, waardoor hij op een nacht de vlucht nam (1790). Vervolgens verborg Tillet zich in zijn geboortestreek, meer bepaald in het dorp Blunay-les-Melz-sur-Seine (Melz-sur-Seine) nabij Provins. Hij liet het bestuur van het bisdom Orange over aan zijn vicaris-generaal. Hij stuurde regelmatig geld naar het bisdom Orange en naar de stad Orange voor liefdadigheidswerken. 
In Orange vielen de eerste doden door de anarchie na de Franse Revolutie; ook Lodewijk XVI stierf op het schavot. Tillet was volledig van slag (1792). Het stadsbestuur van Provins kreeg lucht van het verblijf van de gevluchte bisschop in het dorp Blunay. Tillets royalistische sympathieën vielen in slechte aarde. Op 9 oktober 1793 pakten zij hem op in zijn schuiloord. De dorpelingen van Brunay trokken naar de stad Provins om de vrijlating te eisen, doch het revolutionair bestuur stuurde Tillet door naar gevangenissen elders. In de slechte hygiënische omstandigheden in de gevangenissen van Melun, Fontainebleau, Parijs en opnieuw Provins werd Tillet ziek. Hij leed zowel aan een leverziekte, als aan koortsen en een oogziekte. In september 1794 mocht de erg verzwakte Tillet terugkeren naar Blunay, weliswaar onder huisarrest. In november 1794 schreef Tillet zijn testament. Hij stierf er op 22 december 1794. Hij werd begraven op het dorpskerkhof. 
Van 1794 tot 1801 was De Poulle administrator van het bisdom Orange. Ten gevolge van het concordaat van 1801 tussen Napoleon en paus Pius VII verdween het bisdom Orange van de kaart.
- International Standard Name Identifier: 0000 0003 8510 6834
- Virtual International Authority File: 5274941